# Abduzione (fisiologia)

Visualizzazione dei piani anatomici umani.

Articolazione coxo-femorale; nell'animazione sono evidenziati i movimenti di adduzione e abduzione

L'abduzione, in anatomia funzionale, è un movimento che allontana un arto dall'asse mediano del corpo in un piano frontale (il piano sagittale). Si oppone quindi all'adduzione. Questo termine viene utilizzato anche quando si parla di come funzionano i muscoli nell'allenamento con i pesi.
Gli altri movimenti possibili sono l'estensione, la flessione, la rotazione interna (intrarotazione) ed esterna (extrarotazione) e la rivoluzione.

## Muscoli responsabili dell'abduzione
Il muscolo responsabile dell'abduzione, o muscolo abduttore, allontana le strutture anatomiche dalla linea mediana. Ad esempio, l'abduzione delle cosce consente di divaricare le gambe.

### Spalla
I muscoli coinvolti nel movimento di abduzione della spalla che allontana il braccio dall'asse mediano del corpo in un piano frontale e in ordine di intervento sono i seguenti:
- Muscolo sovraspinato.
- Muscolo deltoide.
- Capo lungo del muscolo bicipite brachiale.
- Muscolo anteriore seghettato.
- Muscolo trapezio.

### Polso
- Muscolo flessore radiale del carpo.
- Muscolo estensore radiale lungo del carpo.
- Muscolo estensore radiale breve del carpo.

### Dito
- Muscolo abduttore del mignolo.
- Muscolo interosseo dorsale della mano.
- Muscolo abduttore lungo del pollice.
- Muscolo abduttore breve del pollice.

### Anca
- Muscolo medio gluteo.
- Muscolo gluteo minore.
- Muscolo sartorio.
- Muscolo tensore della fascia lata.

### Caviglia
- Muscolo fibulare corto

### Dito del piede
- Muscolo abduttore dell'alluce
- Muscolo adduttore del mignolo